# Boliche nos Jogos Asiáticos em Recinto Coberto de 2009
As competições de boliche nos Jogos Asiáticos em Recinto Coberto de 2009 ocorreram entre 1 e 7 de novembro. Seis eventos foram disputados.

## Calendário
| Outubro/Novembro | 28 | 29 | 30 | 31 | 1 | 2 | 3 | 4 | 5 | 6 | 7 | 8 | Finais |
| ---------------- | -- | -- | -- | -- | - | - | - | - | - | - | - | - | ------ |
| Boliche          |    |    |    |    | 1 | 1 | 1 | 1 |   |   | 2 |   | 6      |

## Quadro de medalhas
| Ordem | País                   | Medalha de ouro | Medalha de prata | Medalha de bronze |    |
| ----- | ---------------------- | --------------- | ---------------- | ----------------- | -- |
| 1     | Coreia do Sul          | 3               | 2                | 1                 | 6  |
| 2     | Emirados Árabes Unidos | 3               |                  |                   | 3  |
| 3     | Malásia                |                 | 2                | 2                 | 4  |
| 4     | Japão                  |                 | 2                |                   | 2  |
| 5     | Kuwait                 |                 |                  | 2                 | 2  |
| 5     | Hong Kong              |                 |                  | 2                 | 2  |
| 5     | Indonésia              |                 |                  | 2                 | 2  |
| 8     | Filipinas              |                 |                  | 1                 | 1  |
| 8     | Singapura              |                 |                  | 1                 | 1  |
| 8     | Taipé Chinesa          |                 |                  | 1                 | 1  |
| TOTAL | TOTAL                  | 6               | 6                | 12                | 24 |

## Medalhistas
| Evento               | Ouro | Prata                                                                 | Bronze                                                                     | Bronze                                                                     |
| Individual masculino | UAE Emirados Árabes Unidos Nayef Eqab                                                                        | KOR Coreia do Sul Choi Bok-Eum                                        | PHI Filipinas Engelberto Rivera                                            | KUW Kuwait Jasim Abbas                                                     |
| Duplas masculinas    | Hussain Nasir Al-Suwaidi Nayef Eqab UAE Emirados Árabes Unidos                                               | Choi Bok-Eum Kim Tae-Young KOR Coreia do Sul                          | Wu Siu Hong Eric Tseng HKG Hong Kong                                       | Ryan Leonard Lalisang Hengki INA Indonésia                                 |
| Equipes masculinas   | Sayed Ibrahim Al-Hashemi Shaker Ali Al-Hassan Hussain Nasir Al-Suwaidi Nayef Eqab UAE Emirados Árabes Unidos | Muhd Syafiq Ridhwan Kang Bo Long Rodson Tong Kelvin Keong MAS Malásia | Choi Bok-Eum Kim Tae-Young Cho Young Seon Jang Dong-Chul KOR Coreia do Sul | Mohammad Al-Zaidan Khaled Al-Debayyan Basel Al-Anzi Jasim Abbas KUW Kuwait |
| Individual feminino  | KOR Coreia do Sul Son Yun-Hee                                                                                | JPN Japão Maki Sano                                                   | SIN Singapura Shayna Ng                                                    | INA Indonésia Tannya Roumimper                                             |
| Duplas femininas     | Jeon Eun-Hee Son Yun-Hee KOR Coreia do Sul                                                                   | Fatin Syazliana Nasution Sin Li Jane MAS Malásia                      | Wang Ya-Ting Pan Yu-Fen TPE Taipé Chinês                                   | Sharon Koh Tengku Emanina Laily MAS Malásia                                |
| Equipes femininas    | Hwang Sun-Ok Jeon Eun-Hee Gang Hye-Eun Son Yun-Hee KOR Coreia do Sul                                         | Maki Sano Kazumi Satoh Natsumi Koizumi Rina Asada JPN Japão           | Sin Li Jane Sharon Koh Fatin Syazliana Tengku Emanina Laily MAS Malásia    | Chan Shuk Han Vanessa Fung Ng Tsz Yin Katherine Lau HKG Hong Kong          |